# المركز الدولي لحقوق الإنسان والتنمية الديمقراطية
لقد تم إنشاء المركز الدولي لحقوق الإنسان والتنمية الديمقراطية (الحقوق والديمقراطية) ليكون مؤسسةً كندية محايدة ومستقلة، ولقد تم إنشاء المركز بموجب قانون صدر عن البرلمان الكندي عام 1988 بهدف "تشجيع ودعم القيم العالمية لـ حقوق الإنسان وتطوير أساليب المؤسسات الديمقراطية في جميع أنحاء العالم.” وكان المركز يحصل على دعم سنوي من الحكومة الكندية قيمته 11 مليون دولار كندي.
أعلنت الحكومة الكندية في شهر إبريل من عام 2012 أنها ستقوم بإغلاق المركز وستحول مهام المنظمة إلى قسم العلاقات الأجنبية والتجارة الدولية. وجاء قرار الإغلاق بسبب الجدل الدائر حول المركز.
لقد ذكر وزير الخارجية جون بيرد "كان يتم في بعض الأحيان الإعلان جيدًا عن العديد من التحديات التي يواجهها المركز الدولي لحقوق الإنسان والتنمية الديمقراطية والمعروف أيضًا باسم الحقوق والديمقراطية. ولكن حان الوقت لنضع تحديات الماضي خلفنا ونتحرك إلى الأمام.”
لقد تعاون مركز الحقوق والديمقراطية مع الأشخاص والمنظمات والحكومات في كندا وفي الخارج بهدف تعزيز حقوق الإنسان وحقوق الديمقراطية المعرفة في الإعلان الدولي لحقوق الإنسان الخاص بالأمم المتحدة. ومن أكثر جهود المركز تأثيرًا هي حماية المواطنين من ممارسات انتهاك حقوقوهم التي ترتكبها الشركات. ولتحقيق هذا الهدف، قام المركز بإنشاء سلسلة من أدوات تقييم أثر حقوق الإنسان والتي يمكن أن تنفذها مجموعات المجتمع المدني.
أوريل براون عين رئيسًا لمجلس إدارة مركز الحقوق والديمقراطية في شهر يناير من عام 2009.

## خلاف
لقد كانت قرارات التمويل داخل المنظمة تموج بالخلافات، وكان أقلها الخلاف على التمويل الزائد الذي قدم إلى منظمة حقوق إنسان إسرائيلية ومنظمتين فلسطينيتين، وهي منظمات وصفها براون بأنها «منظمات مشبوهة.» والمنظمات الثلاث هي منظمة الحق والمازن وبتسليم.
عقب اجتماع لمجلس الإدارة اتسم بحالة متفردة من العدائية في شهر يناير 2010، توفي رئيس المنظمة «ريميه بيورجارد» إثر إصابته بأزمة قلبية، وتقدم أعضاء المجلس سيما سامر وبيام أخفان وجيدو ريفيرو باستقالتهم. وقام ريفيرو بكتابة خطاب عام طالب فيه براون بتقديم استقالته. نتيجة لذلك طالب 45 من أصل 47 من موظفي المركز براون بتقديم استقالته، واتهموه بأنه «نموذج للعدائية» وطالب أربعة أعضاء من مجلس الإدارة بإجراء «تحقيق شامل للظروف المحيطة بوفاة السيد بيورجارد، مع التركيز على دور أداء مجلس الإدارة».

## وصلات خارجية
- الموقع الرسمي
- Maclean's article on internal troubles
- Radio documentary from CBC Radio'sThe Current on Rights and Democracy's internal strife: Part I Part II
- Sourcewatch article